# Batya Horn
Batya Horn  (* 1952 in Tel Aviv) ist eine österreichische Verlegerin und Galeriebesitzerin.
Die Tochter der 1920 in der Bukowina geborenen Sylvia Rosenhek, geborene Sommer, kam Mitte der 1950er Jahre nach Österreich. Sie gründete 1991 die bibliophile Edition Splitter in Wien und publizierte unter anderem Werke von Elfriede Gerstl, Friederike Mayröcker, Anselm Glück, Günter Brus und Gerhard Rühm.